# Agueda Monasterio
Agueda Monasterio de Lattapiat (3 de abril de 1776 - 6 de febrero de 1817) fue espía y mensajera nacida en Chile. Fue una de las heroínas nacionales de la Guerra chilena de Independencia, donde actuó a favor del ejército patriota.

## Primeros años

### Vida familiar
Nació a una casa de clase media en Chile. Hija de Antonia Lemus Silva e Ignacio Monasterio. Ambas familias eran conocidas y respetadas.Su padre era un mercader que dio una vida cómoda a Águeda y sus siete hermanos. Cuatro de ellos eran niños y las otras cuatro niñas. Su familia estuvo entre los primeros habitantes que desearon una democracia para Chile. A la temprana edad de catorce años, Águeda contrajo matrimonio con el francés Jean Lattapiat.

### Matrimonio
Jean Lattapiat estuvo empleado por la armada francesa para defender el puerto de Buenos Aires, después del ataque llevado a cabo por los británicos. El político, escritor, y periodista Vicente Grez escribió sobre ambos que "La espada del marido era terrible y prestigiosa, pero el carácter de ella tenía también la firmeza y resistencia del acero." Juntos tuvieron cinco niños, Francisco, Bruno, Juan, Manuela y Juana.

## Implicación en la Revolución

### Primera noticia de su valentía
Los Realistas querían recuperar el poder para la Corona española en Chile, y suprimir cualquier revolución que pudiera ocurrir. La tensión era tan alta durante este tiempo "que virtualmente cada hombre en Santiago llevaba una arma en las calles." A menudo se produjeron peleas en medio de la calle. Entre ellas tenemos el Motín de Figueroa. Fue entonces, que su hijo se vio envuelto en una balacera el 1° de abril de 1811 y ella exhibe su valentía al correr entre las balas y ponerlo a salvo.

### Su participación en la Revolución
Durante este período la Corona Española tenía restringido el comercio con ingleses, franceses y estadounidenses. Ella usó ese descontento y opresión para alentar a los comerciantes a un descontento político. Esto es importante debido a la gran cantidad de comerciantes y su influencia en otras personas. Esto va extendiendo el espíritu Revolucionario y colaborando con el mismo. Los partidarios de la Independencia de Chile pudieron aprender de los comerciantes, de su pensamiento, de sus acciones y de dónde ellos se reunían.
Águeda fue parte esencial del sistema de espionaje en Chile. Su nombre era conocido debido a lo próspero de su familia y la de su esposo, haciendo comprensible que la gente fuera a menudo a su casa. La casa era un lugar extremadamente conveniente y se transformó en un centro de información indica Vicente Grez,

En su salón, modesto salón por cierto, no se reunía el mundo elegante sino esa sociedad más seria, más severa, que vive del trabajo y que debe exclusivamente a él las comodidades y placeres de que disfruta. Esa sociedad constituía la fuerza democrática de la revolución; todos aquellos espíritus deseaban la independencia con la república
Grez, Vicente

Águeda y su hija, Juana, escribían cartas secretas entre grupos que estaban organizando la revolución en su propia casa. Era responsable del envío y recepción de correo con oficiales en el exilio. En estos mensajes ella revelaba las noticias de Chile. Estas notificaciones ayudarían a los exiliados a planear el ataque a los españoles en Chile en el momento perfecto. Jean Lattapiat trabajó para la independencia de Chile desde el exilio. Esta persecución contra su marido, puso una carga emocional extra sobre Águeda. Ella era bien conocida en Chile debido a su historia familiar con la Realeza española y la fama militar de su marido. Mientras esto ayudó en el ir y venir de información con los rebeldes, hizo que pronto el gobierno español sospechara de sus actividades de espionaje y le advirtiera que si continuaba en ello, terminaría en la prisión.

## Tiempo en Prisión
Al continuar con sus actividades de espionaje, enviando cartas y siendo el nexo para los revolucionarios, ella fue enviada a prisión. A fines de 1816, se produjo una nueva revuelta y los Realistas le exigen que revele sus contactos. Creían que esto impediría otra revolución. Poniendo en riesgo su propia vida ella rechaza revelar sus aliados. El gobernador español ordenó la construcción de una horca en la plaza principal, que ella podía ver desde su propia celda. Se le prohíbe cualquier comunicación con su familia o amigos. Esto no solo fue doloroso, sino que además los interrogatorios y la falta de comida debilitaron su salud física. Como la exhibición de la muerte inminente no le disuadió, el gobernador español, conocido por ser "capaz de una feroz crueldad" la amenazó con cortar la mano de su hija A pesar de ello, Águeda no cedió, pues Juana también estaba muy implicada en la revolución. Luego de esta amenaza se implicaron otros Realistas que prefirieron detener el plan. Liberaron a Águeda de prisión, y la condujeron junto a Juana escoltadas a casa. Esto no fue debido a compasión con ellas, sino debido a su popularidad y la posibilidad de que se produjera una revuelta.

## Muerte
Águeda Monasterio De Lattapiat murió unos cuantos días después de su liberación de prisión. La tensión mental y emocional fue finalmente fatal. Ella falleció el 6 de febrero de 1817, solo 6 días antes de la victoria de patriotas en Chacabuco que fue el 12 de febrero de 1817.